# No. 17 Squadron RAF
Le Number 17 Squadron (parfois écrit No. XVII Squadron ), actuellement No. 17 Test and Evaluation Squadron (TES), est un scadron de la Royal Air Force. Il a été reformé le 12 avril 2013 à la base Edwards, en Californie sous le nom d'Operational Evaluation Unit (OEU) (unité d'évaluation opérationnelle) pour le Lockheed Martin F-35B Lightning.

## Histoire

### Première Guerre mondiale

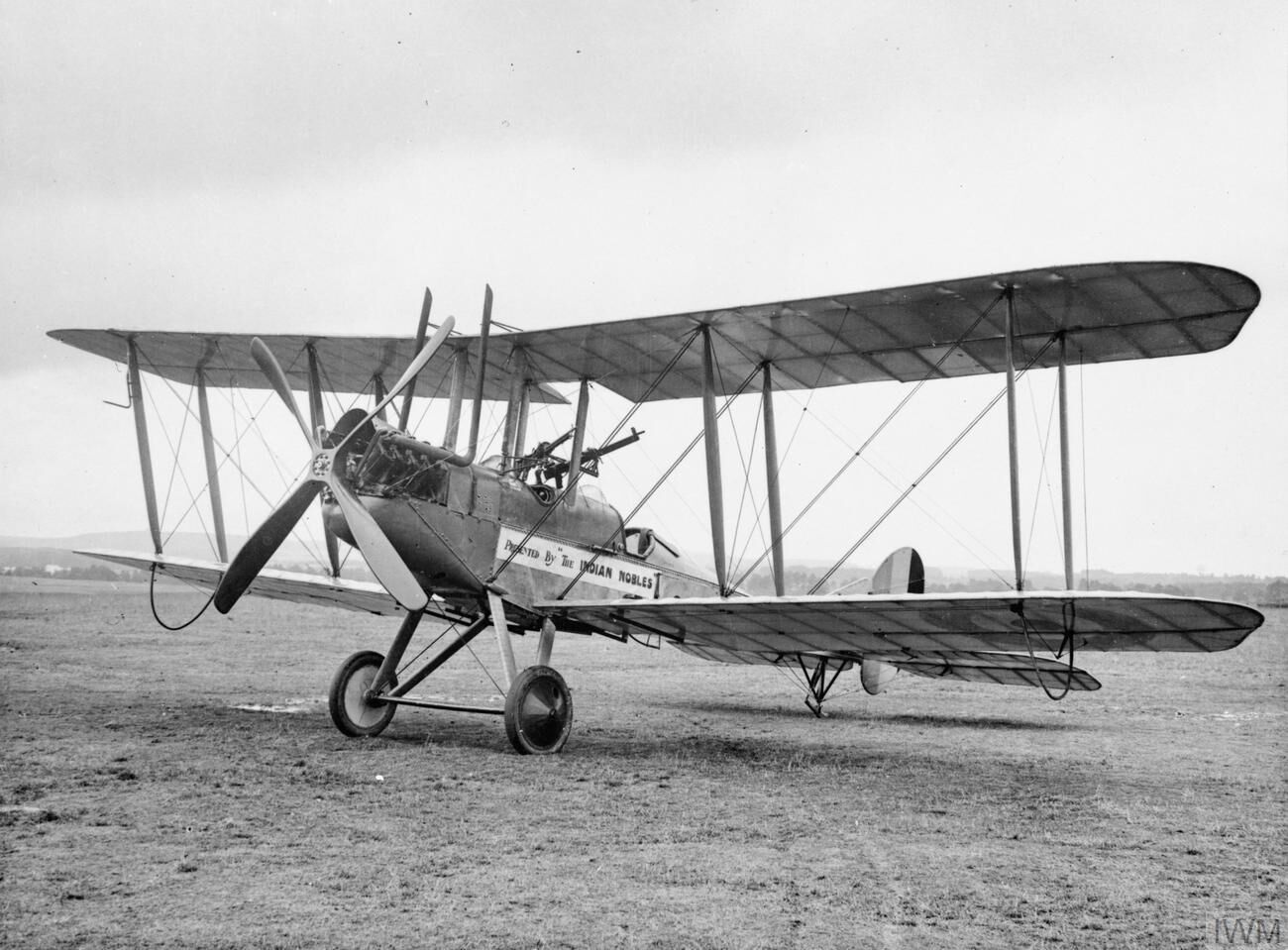
Un BE2c de la Royal Aircraft Factory, très semblable à celui utilisé par le No. 17 Squadron de 1915 à 1918.

Le No. 17 Squadron est formé pour la première fois le 1er février 1915 à Gosport au sein du Royal Flying Corps (RFC). Il est d'abord  équipé du Royal Aircraft Factory BE2c. Après une période de formation initiale, le scadron embarque pour l'Égypte en novembre et arrive le 11 décembre. Le 24 décembre, le scadron effectue son premier vol de reconnaissance au-dessus des lignes turques dans le Sinaï, volant également en soutien des troupes engagées avec des unités de l'armée turque dans le désert occidental. Des détachements sont également présents en Arabie jusqu'en juillet 1916, date à laquelle le scadron est envoyé à Salonique en tant qu'unité mixte composée de douze B.E.2cs pour la reconnaissance et d'une composante d'éclaireurs composée de deux Airco DH2 et de trois Bristol Scouts. Au début, c'est la seule unité du RFC en Macédoine, mais elle est rejointe par d'autres en avril 1918, cédant ses chasseurs au No. 150 Squadron nouvellement formé. Pendant le reste de la guerre, il est engagé dans des missions de reconnaissance tactique et de repérage d'artillerie à la frontière bulgare.

### Années de l'entre-deux-guerres
En décembre 1918, le scadron est rééquipé avec douze Airco DH9 et six Sopwith Camel, envoyant le « vol A » à Batoumi pour soutenir les forces de la Russie blanche et les « vols B » et « C » à Constantinople en janvier 1919. Le 14 novembre 1919, le No. 17 Squadron est dissous.
Le scadron s'est reformé à la RAF Hawkinge le 1er avril 1924 et a été équipé de Sopwith Snipes. À partir de ce moment, le No. 17 Squadron fait partie de la défense aérienne du Royaume-Uni jusqu'à l'éclatement de la Seconde Guerre mondiale. Le scadron se converti au Hawker Woodcock en mars 1926, l'un des deux seuls scadrons à l'utiliser - l'autre étant le No. 3 Squadron. En juin 1927, le pilote du Spirit of St. Louis, Charles Lindbergh, emprunte un Woodcock du No. 17 Squadron et le pilote de Londres à Paris peu après son vol transatlantique . En janvier 1928, le scadron est converti au Gloster Gamecock, qui n'est conservé que jusqu'en septembre, date à laquelle il est échangé contre des Armstrong Whitworth Siskins.

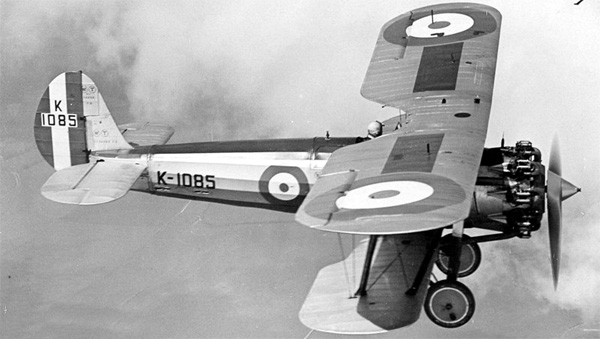
Un Bristol Bulldog, semblable à celui utilisé par le No. 17 Squadron de 1929 à 1936.

Le No. 17 Squadron est alors équipé de Bristol Bulldog Mk. IIs en octobre 1929, ils sont conservés jusqu'en août 1936. Cependant, lors de la crise d'Abyssinie en 1935, le scadron perdu la plupart de ses Bulldogs pour renforcer d'autres scadrons en partance pour le Moyen-Orient et doit donc voler sur des Hawker Harts pendant un certain temps. Le No. 17 Squadron est équipé de Gloster Gauntlets en août 1936. C'est en reconnaissance de ces appareils que le scadron obtient son insigne, qui est officiellement approuvé par Édouard VIII en octobre 1936.. Le scadron reçoit son premier monoplan, le Hawker Hurricane Mk. I, en juin 1939.

### Seconde Guerre mondiale
Le No. 17 Squadron effectue des patrouilles défensives à partir de nombreuses bases en Grande-Bretagne, notamment la RAF Debden et la RAF Martlesham Heath, jusqu'à l'attaque allemande contre la France en mai 1940 ,. Une fois la drôle de guerre terminée, des avions de chasse  survolent les Pays-Bas, la Belgique et les aérodromes français pour couvrir la retraite des troupes alliées. En juin 1940, le scadron se déplace en Bretagne lors de l'évacuation des restes des unités de la BEF et de la RAF en France, se retirant dans les îles Anglo-Normandes pendant deux jours avant de retourner au Royaume-Uni. Le No. 17 Squadron survole le sud de l'Angleterre tout au long de la bataille d'Angleterre. Le scadron passe brièvement au Hurricane Mk.IIas en février 1941, mais revient rapidement au Hurricane Mk.Is en avril. Le 5 avril, le No. 17 Squadron se déplace à la RAF Castletown, dans le nord de l'Écosse, pour se reposer. En juillet 1941, le scadron modernise à nouveau ses Hurricanes, cette fois-ci avec des Mk.IIbs.
Le 11 novembre 1941, le squadron s'est embarqué pour l'Extrême-Orient où la guerre a éclaté le 7 décembre. Détourné vers la Birmanie, il arrive en janvier 1942, alors que les troupes japonaises s'approchent de Rangoon. Des patrouilles défensives sont effectuées jusqu'à ce que les aérodromes de Rangoon soient envahis et que le No. 17 Squadron RAF se déplace vers le nord, pour finalement être coupé de l'Inde alors qu'il opérait à partir de Lashio. Les avions survivants sont évacués par avion et le personnel au sol traverse la Birmanie jusqu'à la frontière indienne. À la fin du mois de mai, le squadron s'est reconstitué à Calcutta et, en juin, il a de nouveau reçu des appareils pour la défense de la région. En août 1942, le No. 17 Squadron RAF passe aux Hurricane Mk.IIcs. Les missions d'attaque au sol commencent en février 1943 et se poursuivent jusqu'en août, date à laquelle le squadron est transféré à Ceylan. Les Supermarine Spitfire Mk.VIII commencent à arriver en mars 1944 et sont ramenés sur le front de Birmanie en novembre pour effectuer des missions d'escorte et d'attaque au sol. En juin 1945, le No. 17 Squadron passe au Spitfire Mk.XIVes. Le squadron a été retiré de Birmanie pour préparer l'invasion de la Malaisie. Cependant, en raison des bombardements atomiques d'Hiroshima et de Nagasaki, ils ont simplement été transportés par le porte-avions HMS Trumpeter vers les plages de débarquement près de Penang au début du mois de septembre, peu après la capitulation japonaise,.

### Après-guerre

#### Guerre froide

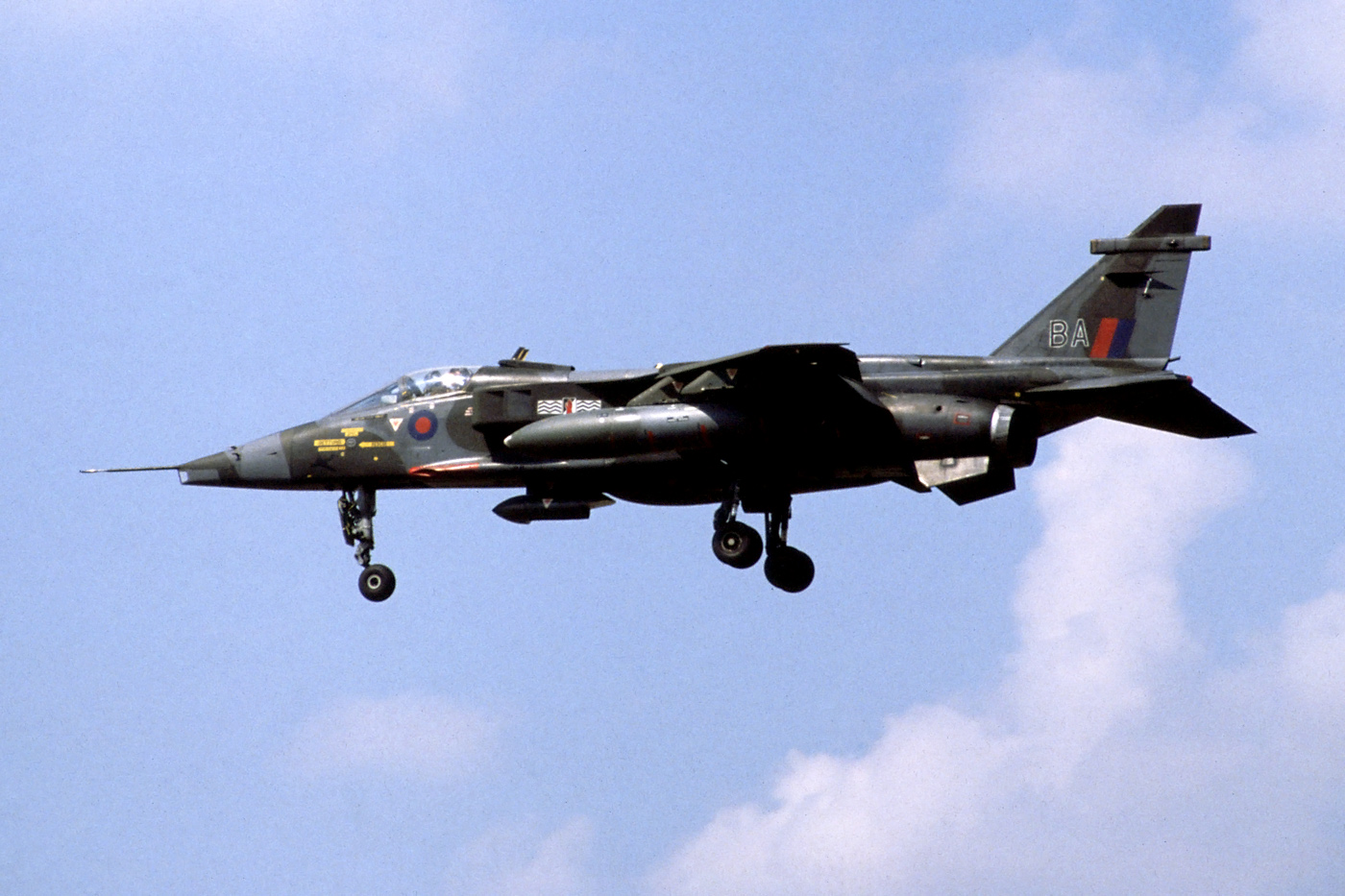
No. 17 Squadron SEPECAT Jaguar GR.1 XX768 at RAF Brüggen, 1982.

En avril 1946, le No. 17 Squadron arrive au Japon pour faire partie de la Force d'occupation du Commonwealth britannique. Le squadron reste en place jusqu'à sa dissolution le 23 février 1948. Cependant, le squadron est reformé le 11 février 1949 à la RAF Chivenor, lorsque le No. 691 Squadron est renuméroté en No. 17 Squadron. Le squadron adopte le rôle du No. 691 Squadron en tant qu'unité de coopération antiaérienne. Au cours de cette période, le squadron pilote un mélange d'avions, y compris le Spitfire LF.XVIe et des remorqueurs de cibles : Airspeed Oxford T.II; Miles Martinet TT.I; North American Harvard TT.IIb; Bristol Beaufighter TT.X. Le No. 17 Squadron continue à jouer ce rôle jusqu'à sa nouvelle dissolution le 13 mars 1951.
Le squadron se reforme à la RAF Wahn en Allemagne de l'Ouest le 1er juin 1956. Cette fois, il utilise des English Electric Canberra PR.7, assurant ainsi le rôle de reconnaissance photographique. Le squadron déménage à RAF Wildenrath en avril 1957 et vole à partir de là avant de se retirer le 31 décembre 1969. Le squadron reprend ses activités le 1er septembre 1970 à la RAF Brüggen, cette fois-ci en pilotant le nouveau McDonnell Douglas Phantom FGR.2, dans un rôle d'attaque au sol. Les Phantom sont également affectés au SACEUR, d'où ils jouent un rôle de frappe nucléaire tactique, transportant des armes nucléaires fournies par les Américains,. En septembre 1975, le squadron commence à se convertir au SEPECAT Jaguar GR.1.
Le No. 17 Squadron est entièrement rééquipé avec douze Jaguar GR.1s au 31 janvier 1976. Ces derniers poursuivent le rôle de frappe nucléaire des Phantom, en étant affectés au SACEUR, mais en transportant cette fois l'arme nucléaire britannique WE.177, un rôle qu'ils conservent jusqu'en 1984,. Leur mission consistait à soutenir les forces terrestres dans une guerre européenne de haute intensité en utilisant des armes conventionnelles dans un premier temps, et des armes nucléaires tactiques en cas d'escalade du conflit. Certains avions devaient être gardés en réserve pendant la phase conventionnelle afin de s'assurer que suffisamment d'avions survivent à la phase conventionnelle pour livrer le stock complet de huit armes nucléaires du squadron.
Toujours à la RAF Brüggen, le No. 17 Squadron a commencé à se convertir au Panavia Tornado GR.1 en janvier 1985. Le 1er mars, lorsque les derniers Jaguars ont été démantelés, le squadron a atteint son effectif complet de douze appareils. À cette époque, le squadron disposait également de dix-huit bombes nucléaires WE.177 et, bien que le rôle du squadron restait inchangé, ses Tornado étaient capables d'emporter chacun deux bombes WE.177, le ratio armes/avions à pleine puissance passant à 1,5 : 1.

#### Opération Granby

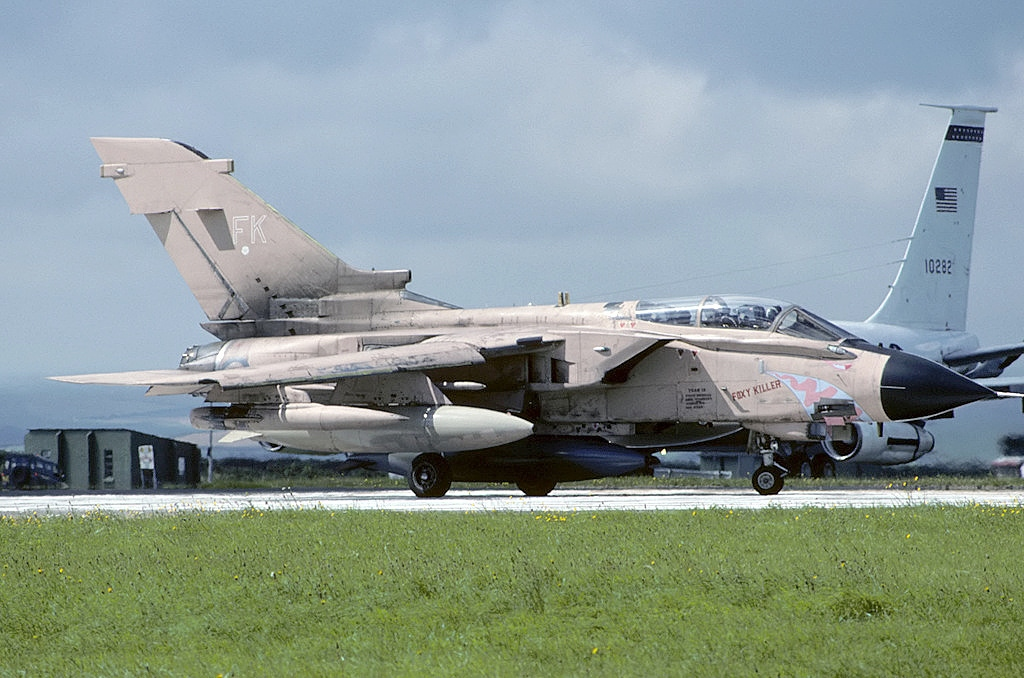
Un Panavia Tornado GR.1, semblable à celui utilisé par le No. 17 Squadron de 1985 à 1999, ainsi que pendant l'opération Granby.

Pendant la première guerre du Golfe en 1991, les ingénieurs du No. 17 Squadron ont été déployés sur l'aérodrome de Muharraq à Bahreïn, et des équipes ont également été envoyées sur l'aérodrome de Dhahran. À Muharraq, ses douze Tornado GR.1 étaient répartis entre trois lignes de vol : "Snoopy AirWays", "Triffid Airways" et "Gulf Airways". Les opérations Tornado, dans le cadre de l'opération GRANBY, ont débuté le 17 janvier 1991 afin d'affirmer la supériorité aérienne sur l'Irak. Le squadron a subi une perte le 24 janvier lorsqu'un Tornado GR.1 (ZA403) a été secoué par une explosion qui a contraint le pilote (Fg. Off. S. J. Burgess) et le navigateur (Sqn Ldr R. Ankerson) à s'éjecter. Les deux membres d'équipage ont été capturés et sont restés prisonniers de guerre jusqu'à la fin du conflit. Une enquête menée après la guerre sur l'épave et l'enregistreur de vol a permis de déduire que l'une des bombes de 1 000 livres larguées avait explosé prématurément, causant ainsi des dommages importants au Tornado. Le No. 17 Squadron a subi sa deuxième perte le 14 février lorsqu'un Tornado GR.1 (ZD717) effectuant des attaques à la bombe guidée par laser sur un aérodrome irakien a été abattu par deux SAM irakiens qui ont explosé à proximité de l'appareil. Le pilote (Flt. Lt. R. J. Clark) s'est éjecté avec son navigateur (Flt. Lt. S. M. Hicks). Lors de l'atterrissage, Clark fut capturé par les forces irakiennes et fut détenu comme prisonnier de guerre pour le reste de la guerre. Ce n'est qu'après sa capture qu'il apprit que son navigateur Hicks avait été tué lors de l'attaque.

#### Tornados à Typhoons
De retour à la RAF Brüggen, le No. 17 Squadron a poursuivi son rôle de frappe nucléaire jusqu'au retrait du WE.177, et a finalement renoncé à sa capacité de livraison nucléaire en 1998. Avec la fin de la guerre froide et la réunification de l'Allemagne, la RAF a prévu de réduire de moitié sa présence en Allemagne et, en 1996, la décision finale a été prise de retirer la totalité de la présence de la RAF dans le pays. En raison de l'analyse stratégique de la défense de 1998, il a été décidé de retirer deux squadrons de la RAF, dont le No. 17 Squadron. Le squadron et ses Tornado GR.1 ont été dissous le 31 mars 1999, mettant fin à près de 30 ans de présence à la RAF Brüggen.
Le squadron a été reformé le 1er septembre 2002 sous le nom de No. XVII (Reserve) Squadron à l'aérodrome de Warton de BAE Systems. À Warton, une installation spéciale a été construite pour utiliser les nouveaux Eurofighter Typhoon T.1 et F.2. Le No. 17 (R) Squadron a été chargé d'être l'unité d'évaluation opérationnelle (OEU), ou alternativement l'unité d'évaluation opérationnelle du Typhoon (TOEU), pour ce type d'appareil, devenant ainsi la première unité de la RAF à l'utiliser. Le squadron a déménagé à RAF Coningsby le 1er avril 2005 et a été officiellement reformé sur sa nouvelle base le 19 mai 2005. Le Typhoon étant pleinement opérationnel, l'OEU n'a plus lieu d'être et le squadron a été dissous le 12 avril 2013. Ses fonctions ont été reprises par le squadron de test et d'évaluation de la RAF, No. 41 (R) Squadron.

### Aujourd'hui

#### F-35B Lightning

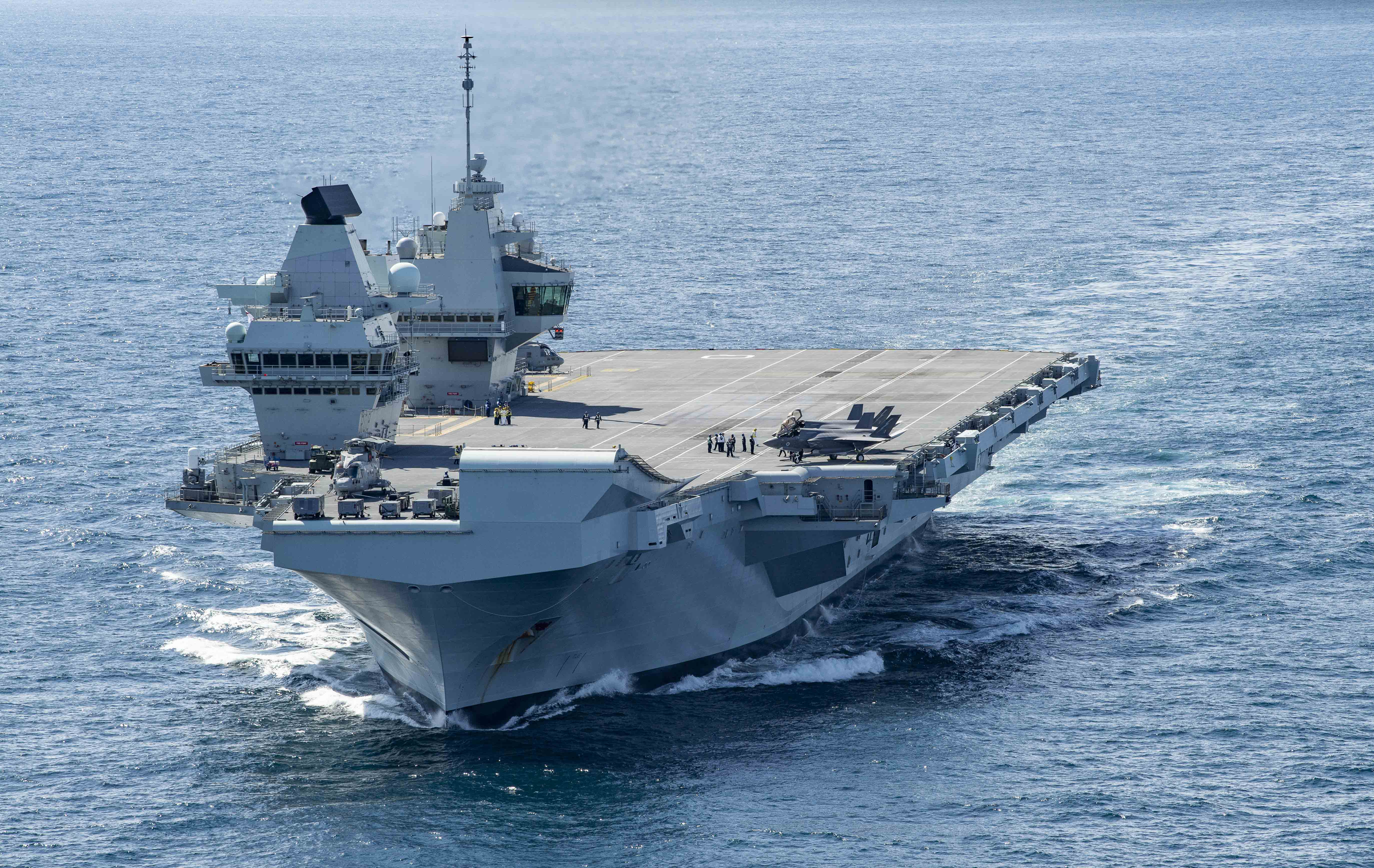
Lockheed Martin F-35B Lightnings du No. 17 Test and Evaluation Squadron à bord du HMS Queen Elizabeth, octobre 2019.

Le squadron s'est installé à Edwards AFB, en Californie, le 12 avril 2013 en tant que squadron conjoint de test et d'évaluation de la RAF et de la Royal Navy pour le nouveau Lockheed Martin F-35B Lightning. En janvier 2014, il est devenu le premier squadron du Royaume-Uni et de la RAF à utiliser le F-35B Lightning, le BK-1 (ZM135) étant le premier appareil britannique. En février 2015, le squadron a célébré son centenaire à Edwards AFB. Le No. 17 (R) Squadron  est actuellement composé pour moitié de personnel de la RAF et de la RN, ainsi que de personnel de formation pour le No. 617 Squadron RAF et le No. 207 Squadron RAF (en), les deuxième et troisième squadrons de la RAF à utiliser le F-35B en 2018 et 2019. Équipé de 3 avions F-35B (ZM135, ZM136 et ZM138), il reste le premier squadron Lightning du Royaume-Uni et est chargé des essais et évaluations opérationnels à temps plein du F-35B, nécessaires à la mise en service de l'avion et de ses armes au Royaume-Uni. Il opère au sein dela Joint Operational Test Team pour le F-35 à Edwards AFB, effectuant des sorties d'essais opérationnels aux côtés de toutes les variantes de l'US Air Force, de l'US Navy, de l'US Marine Corps et de l'Armée de l'air royale néerlandaise, dans le cadre du partenariat britannique pour le programme F-35. Il est actuellement intégré au 461st Flight Test Squadron (en) de l'armée de l'air américaine. Le No. 17 (Reserve) Test and Evaluation Squadron a perdu son suffixe (Reserve) le 1er février 2018 lorsque la plaque signalétique (Reserve) a été retirée pour l'ensemble de la RAF, devenant ainsi le No. 17 Test and Evaluation Squadron.
Le No. 17 TES a embarqué ses trois F-35B sur le HMS Queen Elizabeth le 13 octobre 2019 dans le cadre de Westlant 19, devenant ainsi les premiers jets britanniques à atterrir sur le porte-avions.

## Avions utilisés
- Royal Aircraft Factory B.E.2c (Fév. 1915–Nov. 1915)
- Royal Aircraft Factory B.E.2c (Déc. 1915–Juin 1918)
- Bristol Scout (July 1916–Sep 1916)
- Airco D.H.2 (July 1916–Sep 1916)
- Royal Aircraft Factory B.E.12a (Nov 1916–Sep 1918)
- SPAD S.VII (July 1917–Apr 1918)
- Nieuport 17 (Aug 1917–Dec 1917)
- Royal Aircraft Factory S.E.5a (Dec 1917–Apr 1918)
- Armstrong Whitworth F.K.8 (Mar 1918–Dec 1918)
- Airco DH.9 (Dec 1918–Nov 1919)
- Sopwith Camel (Dec 1918–Nov 1919)
- Sopwith Snipe (Apr 1924–Mar 1926)
- Hawker Woodcock (Mar 1926–Jan 1928)
- Gloster Gamecock (Jan 1928–Sep 1928)
- Armstrong Whitworth Siskin Mk.IIIa (Sep 1928–Oct 1929)
- Bristol Bulldog Mk.II (Oct 1929–Aug 1936)
- Bristol Bulldog Mk.IIa (Oct 1929–Aug 1936)
- Hawker Hart (Oct 1935–May 1936)
- Gloster Gauntlet Mk.II (Aug 1936–June 1939)
- Hawker Hurricane Mk.I (June 1939–Feb 1941)
- Hawker Hurricane Mk.IIa (Feb 1941–Apr 1941)
- Hawker Hurricane Mk.I (Apr 1941–Aug 1941)
- Hawker Hurricane Mk.IIb (July 1941–Nov 1941)
- Hawker Hurricane Mk.IIa (Jan 1942–June 1942)
- Hawker Hurricane Mk.IIb (June 1942–Aug 1942)
- Hawker Hurricane Mk.IIc (Aug 1942–June 1944)
- Supermarine Spitfire Mk.VIII (Mar 1944–June 1945)
- Supermarine Spitfire Mk.XIVe (June 1945–Feb 1948)
- Supermarine Spitfire LF.XVIe (Feb 1949–Mar 1951)
- Airspeed Oxford T.II (Feb 1949–Mar 1951)
- Miles Martinet TT.I (Feb 1949–Jan 1950)
- North American Harvard TT.IIb (Feb 1949–Mar 1951)
- Bristol Beaufighter TT.X (June 1949–Mar 1951)
- English Electric Canberra PR.7 (June 1956–Dec 1969)
- McDonnell Douglas Phantom FGR.2 (Sep 1970–Dec 1975)
- SEPECAT Jaguar GR.1 (Sep 1975–Mar 1985)
- Panavia Tornado GR.1 (Mar 1985–Mar 1999)
- Eurofighter Typhoon T.1 (Dec 2003–Apr 2013)
- Eurofighter Typhoon F.2 (Dec 2003–Apr 2013)
- Lockheed Martin F-35B Lightning (Apr 2013–)

|                                                                                                  |
| Royal Aircraft Factory B.E.12a, semblable à ceux pilotés par le No. 17 Squadron, de 1916 à 1918. |

|                                                                                |
| Hawker Woodcock, semblable à ceux pilotés par le No. 17 Squadron, 1926 à 1928. |

|                                                                                           |
| Hawker Hurricane Mk.IIc, semblable à ceux pilotés par le No. 17 Squadron, de 1942 à 1944. |

|                                                                                                   |
| English Electric Canberra PR.7, semblable à ceux utilisés par le No. 17 Squadron, de 1956 à 1969. |

| |
| McDonnell Douglas Phantom FGR.2 (en), semblables à ceux pilotés par le No. 17 Squadron, de 1970 à 1975. |

|                                                                                                  |
| Une paire d'Eurofighter Typhoon T.1 du No. 17 (R) Squadron, qui ont été utilisés de 2003 à 2013. |